# Пожарниця (Молодечненський район)
Пожарниця (біл. вёска Пажарніца) — село в складі Молодечненського району Мінської області, Білорусь. Село підпорядковане Городилівській сільській раді, розташоване в західній частині області.